# Muzej hrvatskih arheoloških spomenika
Muzej hrvatskih arheoloških spomenika (MHAS), muzejska ustanova smještena na predjelu Meja u Splitu.

## Povijest
Muzej je izvorno osnovan u Kninu 1893. godine. Zbog lošeg stanja privremeno je zatvoren 1930. godine. Dok je bio zatvoren o muzeju se skrbila banska vlast u Splitu. 1931. godine raspisala je natječaj za gradnju novog muzeja. Nacrte je napravio Drago Ibler, a Ivan Meštrović izradio je 1932. Povijest Hrvata i namijenio ga novoj zgradi Muzeja hrvatskih starina u Kninskoj tvrđavi. Tih godina jaka je bila zamisao o preseljenju muzeja u kninsku tvrđavu. Rat i talijanska okupacija poremetile su tu zamisao, jer već 1941. tvrđava je namijenjena smještaju talijanske vojske. Kustos muzeja Gunjača prenio je srednjovjekovnu zbirku u supruzinu kuću u Sinj, a muzej je i dalje uredovao u Kninu.
Poslije Drugog svjetskog rata na Gunjačinu je zamisao muzej je premješten u muzej na Klis. Taj novi muzej bile su adaptirane četiri kuće prema projektu Nevena Šegvića. Nepovoljni uvjeti na Klisu prisilili su muzealce preseliti lapidarij s Klisa u trijem Meštrovićeva kašteleta u Splitu. 1949. prešao je u nadležnost HAZU. Seobom u Split nije okončana odiseja ovog muzeja. Zbirka je selila nekoliko puta, od jugoistočnog dijela Dioklecijanove palače, preko prizemlja trošnih neuglednih baraka bivše tvornice cementa, kod današnjeg hotela Marjan. Zgrade su adaptirane 1954., a 1955. muzej je promijenio ime. 1957. godine objedinjeni su fundusi Hrvatskoga starinarskog društva i Društva Bihać. 1959. odlučeno je da se nova zgrada sagradi na lokaciji na zapadnoj strani sustipanskoga poluotoka, ali poslije nekoliko godina odustalo se od ove lokacije i 1962. je godine grad Split 1962. odobrio novu lokaciju za podizanje zgrade Instituta i njegova muzeja. To je današnja lokacija na području Meja.
Kamen temeljac postavljen je 1972., a od 5. prosinca 1976. godine nalazi se muzej u sadašnjoj zgradi građenoj prema projektu arhitekta Mladena Kauzlarića. Projekt su poslije Kauzlarićeve smrti dovršili S. Sekulić-Gvozdanović i Z. Vrkljan. U Domovinskom ratu pretrpio je razaranje. Muzej je zbog ratnih okolnosti bio zatvoren za posjetitelje, a eksponati pohranjeni u sklonište. Velikosrpska JRM je pokazala svoje stvarne namjere. Neprijateljski brod JRM ispalio je granate na grad Split za vrijeme bombardiranja Splita 15. studenoga 1991. godine. Granate su pogodile su i zgradu Muzeja, a neprijateljski admiral hladno je izjavio da su gađali vojno strateški cilj. Namjera je bila uništiti zbirku koja je dokazivala hrvatsku samobitnost, građu temelj na kojoj se izgradila hrvatska politička i kulturna povijest prvih stoljeća od dolaska na ovo područje i na kojoj se temelji hrvatska nacionalna svijest.
U fondu muzeja nalazi se bogata i vrijedna zbirka ranosrednjovjekovnih kamenih spomenika, zbirke oružja i oruđa, nakita, novca i drugih predmeta. Osobito su važni epigrafski spomenici 9. – 12. stoljeća na kojima se nalaze uklesana imena hrvatskih narodnih vladara i drugih visokih dostojanstvenika. Među značajnijim spomenicima koji se nalaze u postavu muzeja su i Višeslavova krstionica, nadgrobni natpis kraljice Jelene, natpis kneza Trpimira iz Rižinica, natpis kneza Branimira iz Muća, kopija Bašćanske ploče i brojni drugi prvorazredni spomenici za razdoblje hrvatskog srednjovjekovlja.
U MHAS-u je kao konzervator i crtač radio hrvatski slikar Bartol Petrić.
Ravnatelji i kustosi-upravitelji muzeja bili su fra Lujo Marun, don Mate Klarić, Pavao Pauš, Stjepan Gunjača, Lovre Katić i dr.

## Vanjske poveznice
- | Logotip Zajedničkog poslužitelja | Zajednički poslužitelj ima još gradiva o temi Muzej hrvatskih arheoloških spomenika |
- Muzej hrvatskih arheoloških spomenika